# Alfred Führböter
Alfred Führböter (* 26. März 1931 in Hamburg; † 19. Mai 1992 in Braunschweig) war ein deutscher Ingenieurwissenschaftler.

## Leben
Seine wissenschaftliche Karriere begann Alfred Führböter etwa 1952 mit dem Studium des Bauingenieurwesens an der Technischen Hochschule Hannover.
Seine ersten Veröffentlichungen erfolgten bereits ab 1958 noch während seines Studiums am Franzius-Institut für Grund- und Wasserbau.
Für seine Promotion zum Dr.-Ing. legte er 1961 eine Dissertation mit dem Titel Über die Förderung von Sand-Wassergemischen in Rohrleitungen vor.
In seiner Habilitationsschrift behandelt er 1966 das Thema Der Druckschlag durch Brecher auf Deichböschungen.
Nachdem Führböter am 1. April 1971 als Ordinarius für Hydromechanik und Küstenwasserbau an das Leichtweiß-Institut für Wasserbau der Technischen Universität Carolo-Wilhelmina zu Braunschweig berufen worden war, hat er seine Idee der Errichtung des Großen Wellenkanals 1983 verwirklichen können.
Führböters wissenschaftliche Arbeiten waren vorwiegend an praktischen Fragestellungen orientiert.
Zukünftige Entwicklungen, wie die anwachsende Häufigkeit von Sturmfluten und den beschleunigten Meeresspiegelanstieg hat er früh vorausgesehen und in mehreren Veröffentlichungen behandelt.
Seit 1989 war er ordentliches Mitglied der Braunschweigischen Wissenschaftlichen Gesellschaft.

## Schriften (Auswahl)
- Über die Förderung von Sand-Wasser-Gemischen in Rohrleitungen. (Dissertation). In: Mitteilungen d. Franzius-Instituts f. Grund- u. Wasserbau d. Technischen Hochschule. Heft 19, Hannover 1961.
- Der Druckschlag durch Brecher auf Deichböschungen. In: Mitteilungen d. Franzius-Instituts f. Grund- u. Wasserbau d. Technischen Hochschule Hannover. Heft 28, Hannover 1966.
- Burg Mellum – Sage oder Geschichte? In: Mellum – Porträt einer Insel. G. Gerdes, W. E. Krumbein, H.-E. Reineck (Hrsg.), 1987